# История Оренбурга
Оренбург был основан в 1743 году как город-крепость для защиты Российской Империи.

## Основание города
Летом 1730 года Абулхаир-хан отправил к уфимскому воеводе Бутурлину своих послов с письмом, предлагая себя и свою орду в подданство России. 10 (21) октября 1731 года знатные казахские старшины во главе с Абулхаир-ханом получили ответную грамоту и согласились принять присягу на подданство Младшего жуза казахов к России. В 1734 году хан отправил с российским дипломатом А. И. Тевкелевым ко двору императрицы Анны Иоанновны посольство во главе со своим сыном Ералы, обязавшимся от имени отца своего охранять безопасность русских границ, смежных с землями его орды, защищать русские купеческие караваны при проходе их через казахские степи, давать, подобно башкирам и калмыкам, в случае нужды вспомогательное войско и платить ясак звериными шкурками. В награду за это Абулхаир-хан просил утвердить в его роде ханское престолонаследие на вечные времена и построить на реке Орь город с крепостью, где бы он мог найти себе убежище в случае опасности.
31 августа 1735 года, у слияния рек Орь и Яик была заложена Оренбургская крепость. Первоначальное место для города было выбрано в ходе экспедиции инициатора освоения края И. К. Кириловым, который утверждал, что город этот нужен «для отворения пути в Бухары, в Водокшан, в Балк и в Индии», что позволит получать оттуда «богатство — золото, камень ляпис-лазурь и лал». После его смерти начальником Оренбургской экспедиции был назначен В. Н. Татищев. Ему показалось, что место слишком неудобно, к тому же оно затапливалось весенними половодьями. Сильные разливы рек в этом месте заставили начать в 1739 году подготовку к строительству нового города с прежним названием ниже по течению Яика, на Красной горе. 6 августа 1741 года он был заложен. Старый город получил название Орская крепость (нынешний город Орск), однако строительство города не началось. Выбранное место на Красной горе безлесное, каменистое и удалённое от реки, также оказалось неподходящим для строительства города. Новым начальником комиссии был назначен И. И. Неплюев. 19 (30) апреля 1743 года Оренбург был заложен в третий раз, на месте бывшей Бердской крепости (Бердского городка), в 70 верстах от Красногорского урочища. Неплюев лично выбрал летом 1742 года новое место у впадения в Яик реки Сакмары, окружённое лесами и пахотными землями. Теперь оно является историческим центром города. Крепость, выстроенная на Красной горе, получила название Красногорской.
Так как первоначально Оренбург был основан на реке Орь, он получил название Оренбург, то есть город на реке Орь. Об этом пишет подробно П. И. Рычков в своей книге «Топография Оренбургская». Гидроним Орь из казахского и башкирского языков — каз. «ор», баш. «ор» ров, овраг. Однако есть очень похожее слово каз. «өр», баш. «өр» возвышенность, подъём в гору.
В связи с такой историей основания Оренбург называют трижды зачатым и единожды рождённым.

## Образование губернии

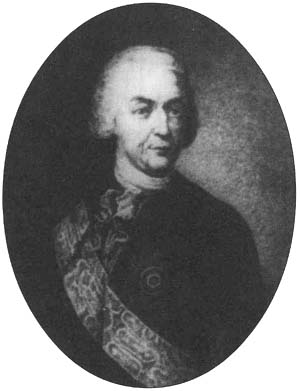
Иван Неплюев — первый оренбургский губернатор (1744—1758)

Город строился как город-крепость, как опорный пункт линий крепостей по Яику, Самаре и Сакмаре, охранявших юго-восточную границу России. Одновременно город должен был служить центром хозяйственно-экономического взаимодействия с народами Востока, что, в первую очередь, предполагало торговлю, поэтому город имел как военное, так и торговое значение: казармы, артиллерийский двор, пороховые погреба, военные учреждения, гостиный и меновой дворы, таможня.
В 1744 году город стал центром Оренбургской губернии. Граница Оренбургской губернии доходила на севере до рек Исети и Камы, на западе у Самары и Ставрополя до Волги, шла несколько западнее реки Яик в нижнем её течении, на юге доходила до Каспийского и Аральского морей, на востоке до реки Тобол и восточных пределов территорий кочевий Среднего казахского жуза.
В Оренбурге находились губернатор, его канцелярия, другие учреждения. Первым оренбургским губернатором стал И. И. Неплюев, занимавший этот пост с 1744 по 1758 год. В своей деятельности он уделял основное внимание военно-политическому и хозяйственному развитию обширного и тогда ещё слабо освоенного края.
Из указа императрицы Анны Иоанновны: «…Сему городу, с Богом, вновь строиться назначенному, именоваться Оренбург, и во всяких случаях называть его и писать сим от нас данным именем, в котором городе жалуем и даём соизволение всем и всякого народа российского (кроме беглых из службы нашей людей и крестьян, в подушный оклад положенных), купечеству, мастеровым и разночинцам, так и иностранных европейских государств иноземным купцам и художникам, тутошним башкирскому народу и живущим с ними и новоподданным нашим киргиз-кайсацким, каракалпацким народам, и из азиатских стран приезжим грекам, армянам, индийцам, персам, бухарцам, хивинцам, ташкенцам, калмыкам и иным, всякого звания и веры приходить селиться, жить, торговать и всяким ремеслом промышлять, и паки на свои прежния жилища отходить свободно и невозбранно, без всякой опасности и удержания».

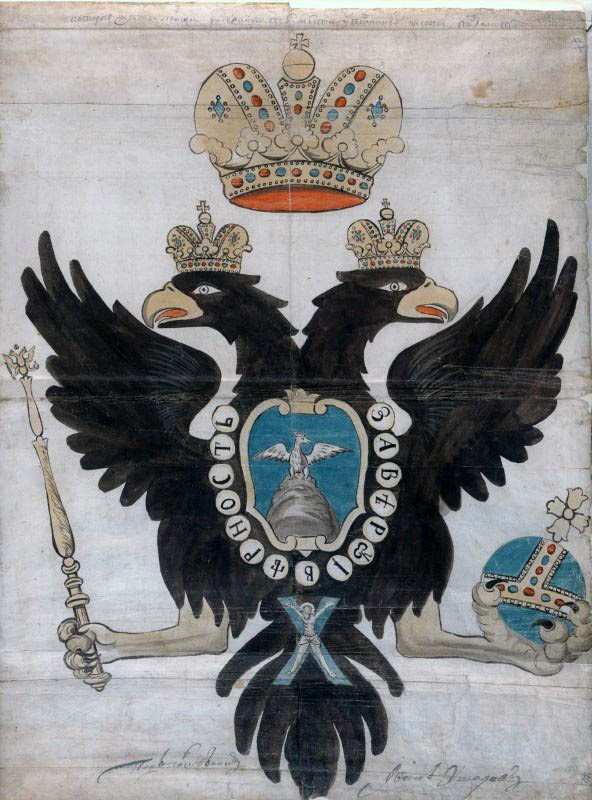
Герб Оренбургский (1764)

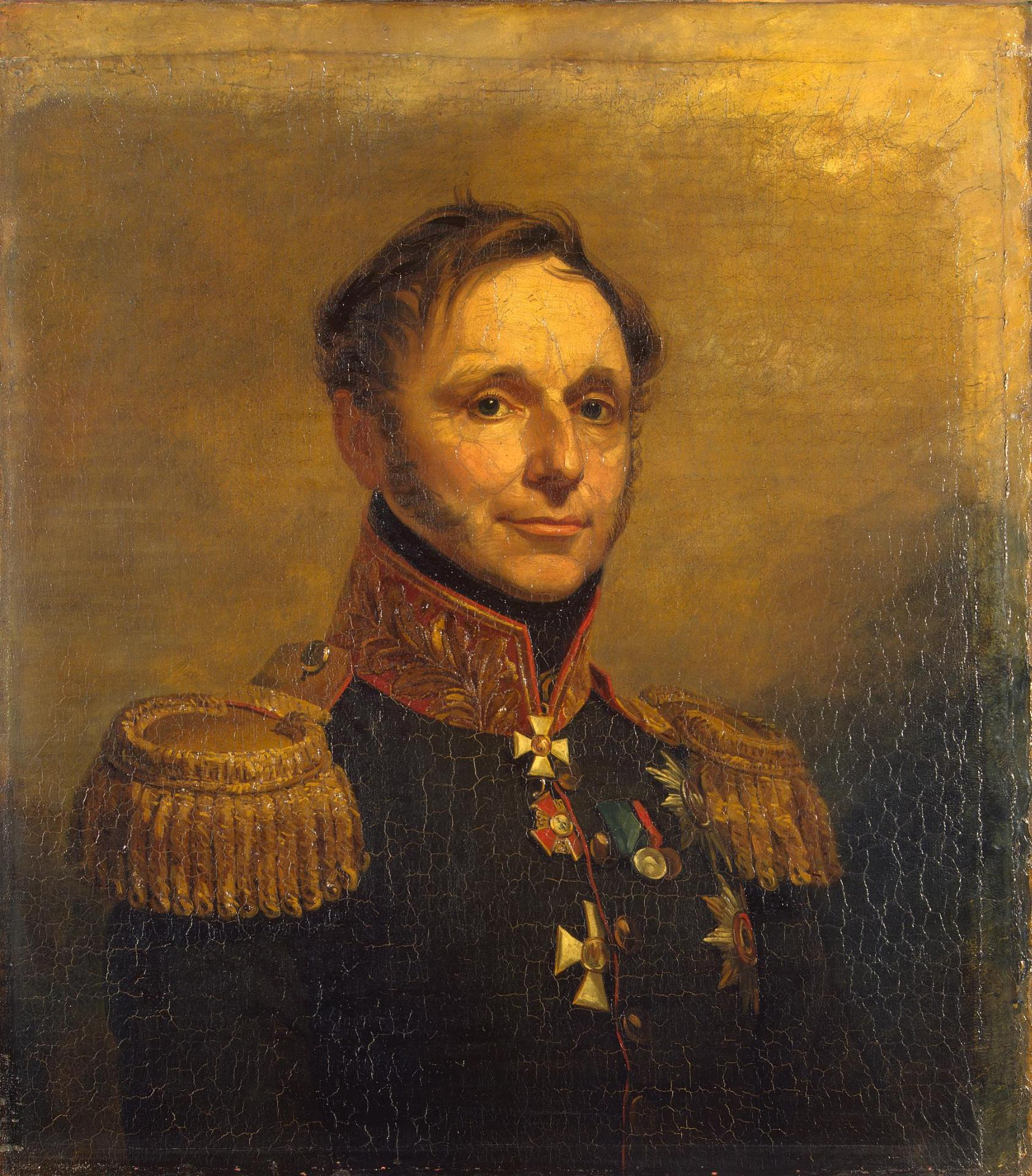
Портрет Петра Кирилловича Эссена в Военной галереи Зимнего дворца

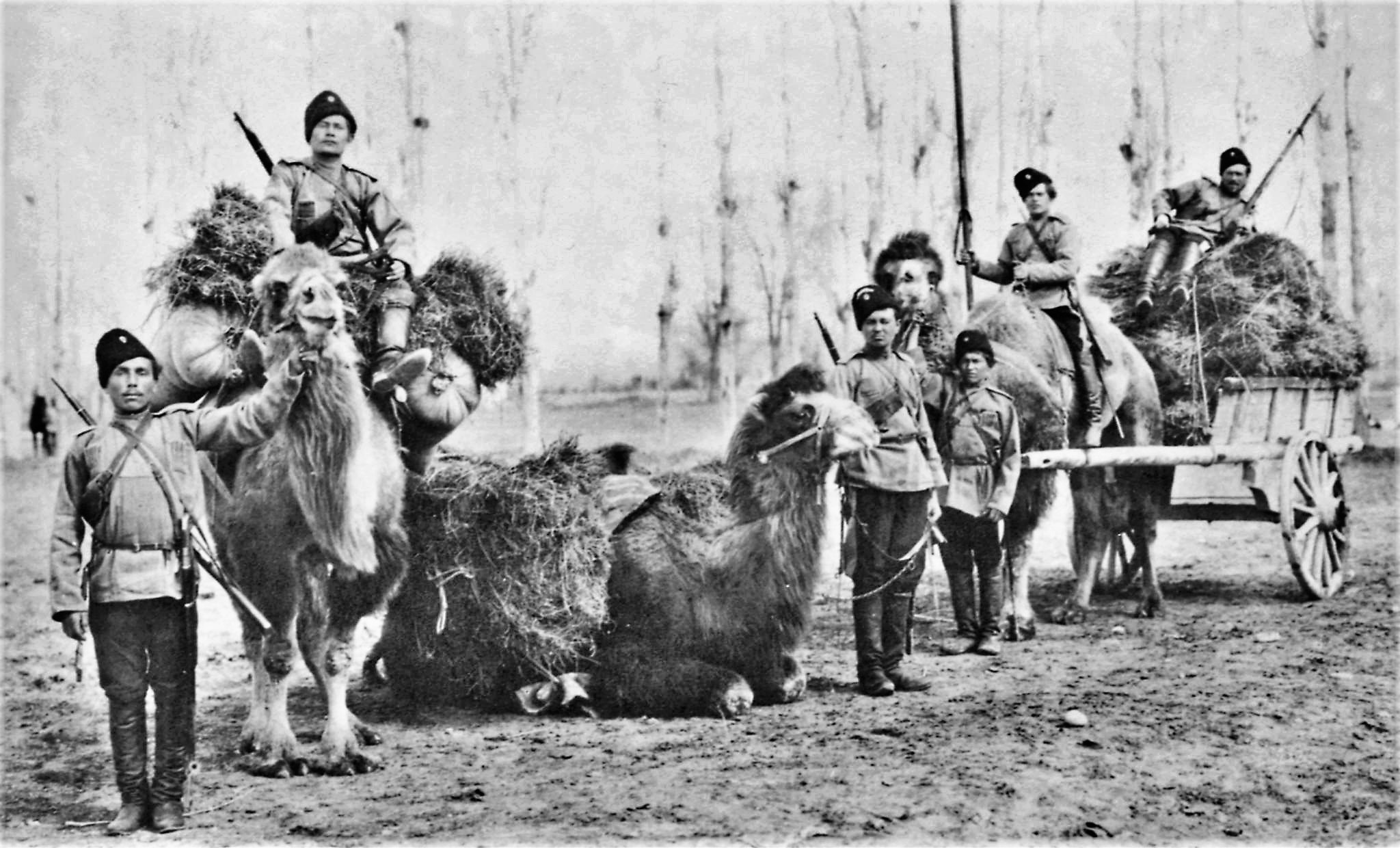
Оренбургские казаки с верблюдами, 2-я пол. XIX века

С 5 октября 1773 до 23 марта 1774 года Оренбург был осаждён армией Емельяна Пугачёва. После разгрома пугачёвского бунта императрица Екатерина II в наказание за участие в восстании переименовала Яицкое казачество в Уральское, Яицкий городок — в Уральск, реку Яик — в Урал, а горожанам за удержание города подарила крест Андрея Первозванного (X), изображённый сейчас на флаге и гербе города.
В 1782 году образовано Уфимское наместничество из двух областей: Уфимской и Оренбургской, главным городом назначен Оренбург. Реорганизовано в 1796 году императором Павлом I в Оренбургскую губернию.

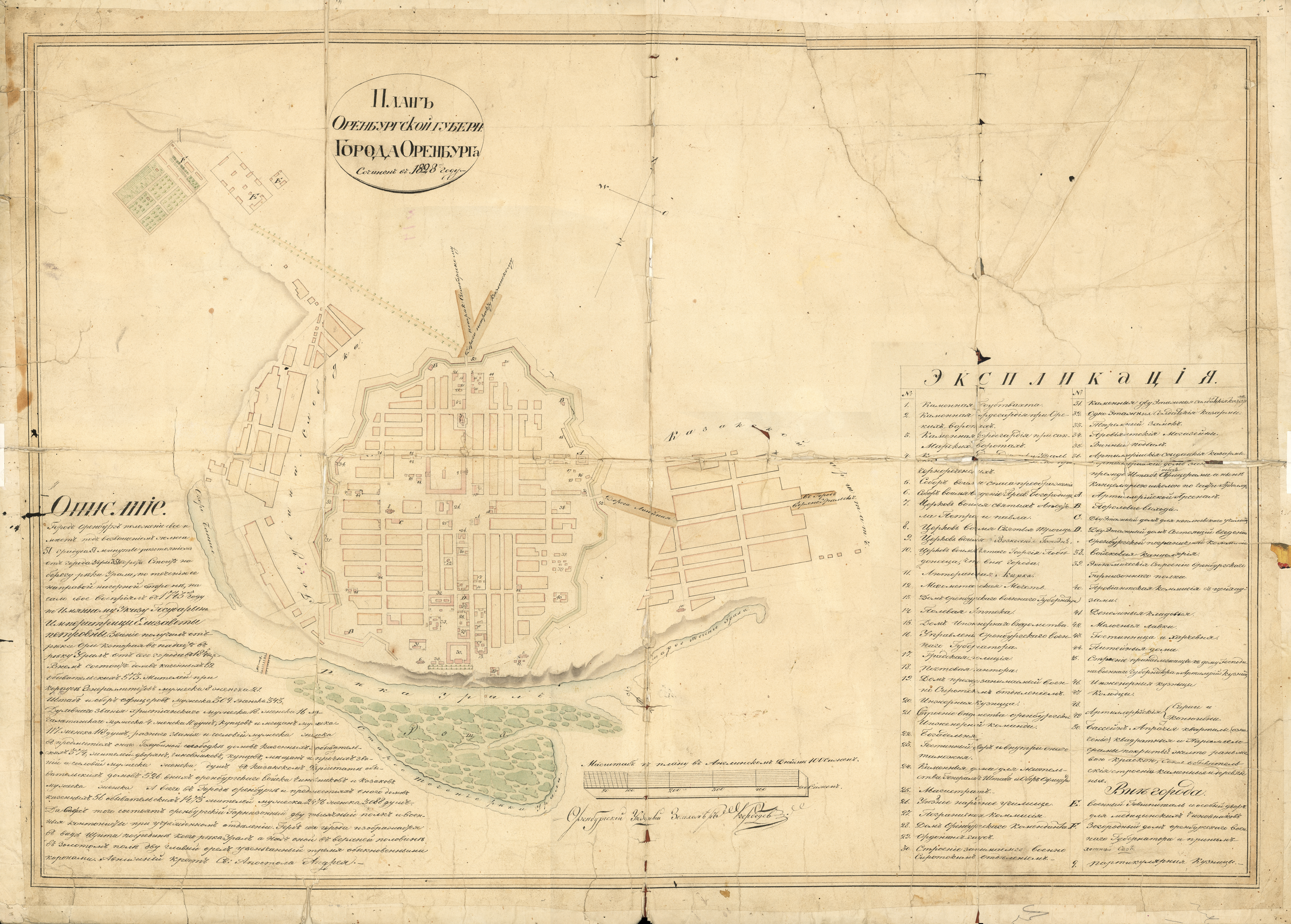
План Оренбургской губернии города Оренбурга. Сочинён в 1828 году. Масштаб 100 сажен в англ. дюйме. Составил уездный землемер Кербедев. На полях описание города Оренбурга и подробная экспликация

С 1819 по 1830 годы — военным генерал-губернатором, управляющим гражданской частью, командиром отдельного Оренбургского корпуса и начальником пограничной части являлся герой Отечественной войны 1812 года Пётр Кириллович Эссен (1772—1844).
В 1850—1881 годах Оренбург — центр генерал-губернаторства. С 1859 года — административный центр области оренбургских киргизов (русские первоначально называли казахов «киргизами»). До 1868 года здесь находились учреждения, ведавшие пограничными делами, управлением казахов Младшего жуза. С 1868 года место пребывания губернатора Тургайской области.

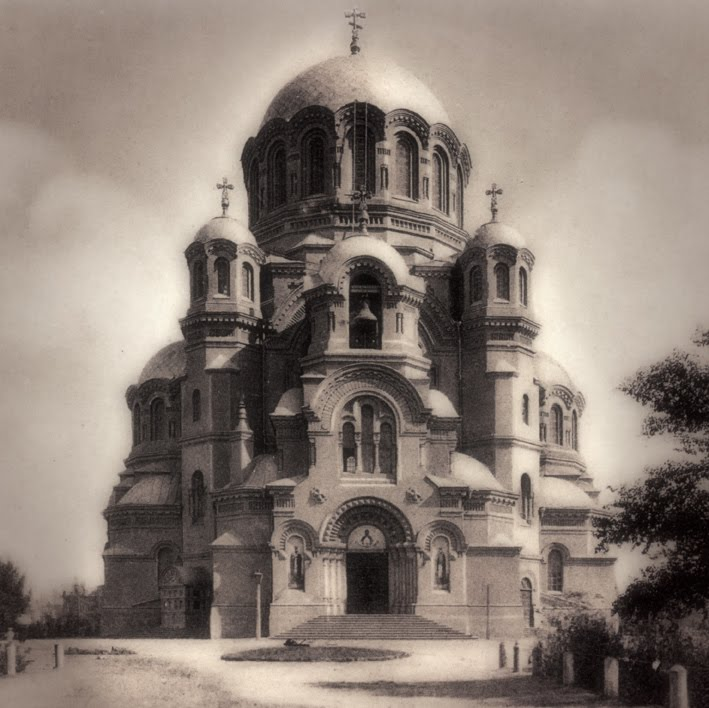
Казанский кафедральный собор, конец XIX века

Город был крупным центром торговли Российской империи со Средней Азией. Промышленность (главным образом, мукомольная, салотопленая, кожевенная и маслобойная) стала бурно развиваться с проведением в 1877 году железной дороги Самара — Оренбург. С 1880 года начат вывоз парного и замороженного мяса, сибирского топлёного масла, сала, кож, шерсти, козьего пуха в Москву и Петербург. Город становится крупным торгово-распределительным центром скота и мяса, поступающего из казахских степей (в 1894 году открыты городские скотобойни). В 1881 году в Оренбурге начал работу первый в России завод по изготовлению сгущённого молока. В 1894 году было завершено строительство Казанского кафедрального собора, ставшего до его разрушения в 1930-х годах одним из главных символов города. В 1905 году было закончено строительство Ташкентской железной дороги, открывшей путь в Среднюю Азию, и построены главные железнодорожные мастерские, что сделало город важным транспортным узлом.
Развитию промышленности способствовало возникновение банковской системы. В 1864 году в Оренбурге был учреждён городской общественный банк, обслуживавший средних и мелких клиентов, вплоть до ремесленников и сельских хозяев. В последующие годы здесь возникли отделения Государственного банка, Волжско-Камского, Крестьянского поземельного, Русского торгово-промышленного, Азовско-Донского и других банковских учреждений.
Оренбургский край знаменит своими пуховыми платками, связанными из пуха специально выведенных оренбургских коз.

## Смена приоритетов с течением времени
Оренбург возник как крепость, охранявшая юго-восточные границы Российской империи. Вскоре стал купеческим городом и крупнейшим транзитным пунктом между Россией и Средней Азией. По прошествии некоторого времени становится центром очень крупной губернии, простиравшейся от Волги до Сибири, от Камы до Каспия. Город был важнейшим стратегическим центром, поэтому им пытались овладеть восставшие пугачёвцы. Он был городом-тюрьмой, местом ссылки политических заключённых. Тяготы ссылки перенесли здесь композитор А. А. Алябьев, поэты А. Н. Плещеев и Т. Г. Шевченко.

## Годы революции и гражданской войны
Оренбург был построен на стыке казахских степей и башкирских земель, стал центром учреждённого императрицей Елизаветой Петровной оренбургского казачества. В годы революции и безвластия это предопределило негласную борьбу за город, занимавший ключевое положение на Южном Урале.
21-28 июля 1917 года здесь прошёл Первый Всеказахский съезд, на котором была учреждена политическая партия «Алаш», обсуждались формы государственного управления, автономия казахских областей, земельный вопрос, избраны депутаты на Всероссийское учредительное собрание и на съезд мусульман России «Шураи-Ислам».
В июле — августе 1917 года параллельно прошли I и II Всебашкирские съезды (курултаи), где было принято решение о необходимости создания «демократической республики на национально-территориальных началах» в составе федеративной России. Центральный Совет (шуро) работал в Оренбурге в башкирском постоялом дворе Караван-сарай.
В сентябре 1917 года атаманом Оренбургского казачества и главой (председателем) войскового правительства был избран Александр Дутов. Он прославился на фронтах Первой мировой войны. После Февральской революции 1917 г. избран в марте председателем Всероссийского союза казачьего войска, в апреле того же года возглавил съезд казаков России в Петрограде, но вернулся в Оренбург, где учился и жил до войны.
5-13 декабря 1917 года в городе прошёл Второй Всеказахский съезд, провозглашена Алашская автономия (в составе России) на территории Уральской, Букеевской, Тургайской, Акмолинской, Семипалатинской и части Оренбургской областей и избрано правительство Алаш-Орда.
8-20 декабря 1917 года на III Всебашкирском съезде (курултае) Башкирский шуро во главе с Шарифом Манатовым провозглашает национальную автономию Башкурдистан (Башкортостан) на территории частей Оренбургской, Самарской, Уфимской и Пермской областей, где также исторически проживали башкиры.
31 января 1918 года красноармейские части Блюхера выбивают из города казачьи формирования Дутова. Атаман уходит в тургайские степи. 4 апреля 1918 года белоказаки станицы Нежинской во главе с атаманом Лукиным совершили ночной набег на Оренбургский горсовет, находившийся в юнкерском училище (до недавнего времени — Оренбургское высшее зенитно-ракетное Краснознамённое командное училище им. Г. К. Орджоникидзе), где вырезали весь состав первого совета вместе с женщинами и детьми из семей работников горсовета — всего 129 человек. 3 июля 1918 года Оренбург был взят казаками. Части Дутова в ноябре 1918 года вошли в состав Сибирской армии адмирала Колчака.

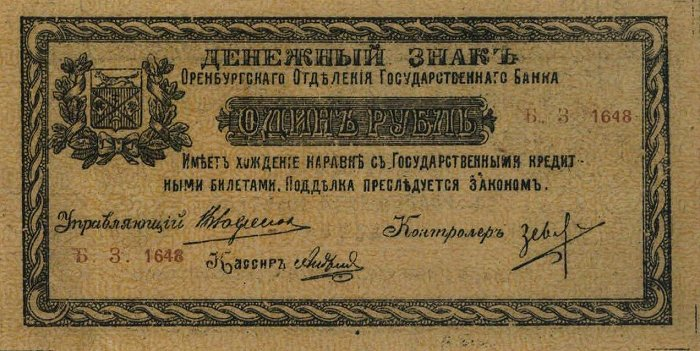
Оренбургский рубль (1918, аверс)

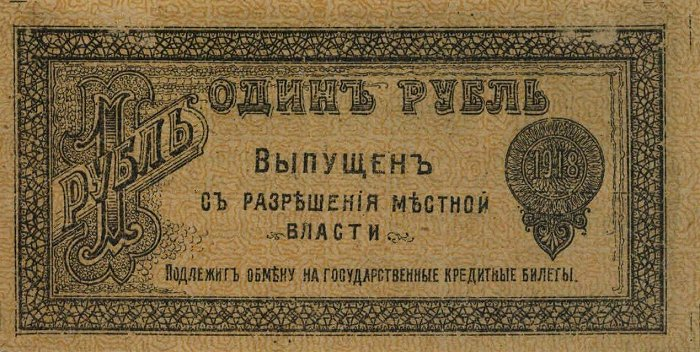
Оренбургский рубль (1918, реверс)

10 января 1919 года началось наступление красных на Оренбург, 22 января 1919 года в городе произошло соединение двух частей Красной армии — Туркестанской и 1-й Революционной. 20 марта 1919 года было заключено «Соглашение центральной Советской власти с Башкирским правительством о Советской Автономной Башкирии». В соответствии с ним была образована Автономная Башкирская Советская Республика (АБСР).
Декретом Совета народных комиссаров РСФСР от 10 июля 1919 года был создан Киргизский край. Оренбург стал административным центром края.
В сентябре 1919 года оренбургская армия Дутова, осаждавшая Оренбург, была разбита силами Красной Армии. Преследуемый Дутов зимой ушёл через казахскую степь (Голодный поход) в Семиречье, к атаману Анненкову, а затем, весной 1920 года, ушёл с ним в Китай. Там, в Суйдуне, 21 февраля 1921 года он был убит агентами ЧК.
Казахские лидеры Алаш-Орды на переговорах с Лениным и Сталиным отказались подчиниться советам, рассчитывая на поддержку белого движения. И, если с КОМУЧем был заключён военно-политический союз, то Омская Директория и адмирал Колчак ответили отказом. Алашская автономия в начале 1920 года за сотрудничество с белыми была упразднена советской властью, а её лидеры Алихан Букейханов, Ахмет Байтурсынов, Миржакип Дулатов, в 1935—1937 годах были расстреляны.

## Советский период
За советский период город увеличил численность населения почти в шесть раз.
Декретом Совета Народных Комиссаров (СНК) РСФСР от 10 июля 1919 года был создан Киргизский край. Оренбург стал административным центром.
26 августа 1920 года ВЦИК и СНК РСФСР приняли подписанный М. И. Калининым и В. И. Лениным декрет «Об образовании Киргизской Автономной Советской Социалистической Республики» на тех же территориях, в составе РСФСР, со столицей в Оренбурге (в казахской транскрипции: Орынбор). Первый (Учредительный) съезд Советов Казахстана прошёл в Оренбурге 4-12 октября 1920 года Первым председателем КирЦИКа стал красный комиссар Сейткали Мендешев.
Постановлением ВЦИК от 6 июля 1925 года в связи с переносом столицы Казахстана далеко на юг, в город Ак-Мечеть (бывший Перовск), на Сыр-Дарье, по этому случаю переименованный в Кзыл-Орда (каз. Қызылорда, рус. Красная Орда), а Оренбург с губернией был включён непосредственно в состав РСФСР. В 1928 году Оренбургская губерния была упразднена, в декабре 1934 года Оренбург стал центром Оренбургской области.
2 марта 1927 года открылся радиовещательный центр. 1 июня началась радиовещательная кампания.
26 декабря 1938 года город был переименован в Чкалов в честь погибшего лётчика-испытателя В. П. Чкалова, несмотря на то, что сам Чкалов в этом городе ни разу не был. Тем не менее, косвенно он был связан с городом: Чкалов окончил Военное авиационное училище, которое было перебазировано в Оренбург.
В 1939 году открылась фабрика пуховых платков.
Великая Отечественная война
В годы Великой Отечественной войны, когда проводилась эвакуация заводов гигантов вглубь тыла, Оренбург становится промышленным городом. Это дало мощный толчок развития, основой для него послужили эвакуированные в начале войны с запада заводы «Металлист», «Сверл», «Радиатор» и «Шелкокомбинат».
Осенью 1941 года из Ленинграда эвакуируется завод № 174. На новом месте он продолжил выпуск лёгкого танка Т-50, собрав до конца зимы 1942 года последние 25 машин. Весной 1942 года завод перевезли в Омск.
В 1941 году из Ленинграда эвакуируется авиаремонтный завод № 47(п/я 936). На основе этого завода возникает Чкаловский машиностроительный завод (ныне ПО «Стрела»). В годы войны завод выпускал самолёты УТ-2, УТ-2М, штабной самолёт Як-6 конструктора А. С. Яковлева и транспортно-десантный самолёт Ще-2 конструктора А. Я. Щербакова. Всего поставлено фронту 1595 самолётов..В 1954—1958 гг. завод серийно производил вертолёты Ми-1. Всего их было выпущено 597 экземпляров. Начиная с 1947 г., выпускаются спортивные планёры Ан-1, Ан-2 КБ О. К. Антонова, десантные планёры Це-25 конструктора П. В. Цибина, Як-14 КБ А. С. Яковлева, самолёт По-2 в санитарном и пассажирском вариантах КБ Н. Н. Поликарпова. Идёт освоение и выпуск штурмовиков-бомбардировщиков Ил-10М КБ С. В. Ильюшина. В 1957—1958 годах успешно освоен и обеспечен серийный выпуск беспилотного самолёта-снаряда конструкции КБ А. Я. Березняка. В 1950-80 годах завод выполнял заказы на изготовление ракет 8К11, баллистических одноступенчатых ракет средней дальности 8К63, межконтинентальных баллистических ракет 8К84, 15А20, противокорабельных ракет морского базирования. Начиная с 1999 года ПО «Стрела» участвует в военно-техническом сотрудничестве по производству крылатых сверхзвуковых ракет, идёт выпуск вертолётов Ка-226.
С 1 декабря 1941 года по 15 января 1958 года в Чкалове размещался штаб Южно-Уральского военного округа.
Послевоенный период
В 1950-х годах открылся завод «Гидропресс» по производству кузнечно-прессового оборудования.
2 мая 1953 года поехал первый троллейбус по маршруту № 1 Бульвар — Железнодорожный вокзал.
7 ноября 1953 года в городе был открыт памятник Валерию Чкалову.
В 1956 году открыт завод железобетонных изделий «Степной».
4 декабря 1957 года городу было возвращено историческое название Оренбург.
В ноябре 1966 года на левом берегу Урала, неподалёку от города, на разведочной скважине № 13, которую бурила бригада мастера Степана Дмитриевича Иванова, было открыто уникальное Оренбургское нефтегазоконденсатное месторождение.
В 1969 году введена в эксплуатацию Сакмарская ТЭЦ, обеспечивающая теплом город на 80 %.
В 1970-х годах прошли модернизации Оренбургского локомотиворемонтного завода, «Ремпутьмаша», а также построен Оренбургский нефтемаслозавод по производству пластичных и консервационных смазок, тонкоплёночных, защитных покрытий, восковых составов, смазочно-охлаждающих жидкостей и смазочных масел широкого назначения.
В 1972 году было открыто второе троллейбусное депо на улице Лесозащитной, 16.
В 1974 году введены в эксплуатацию газопровод Оренбург — Заинск, первая очередь газоперерабатывающего завода..
В 1975 году в городе открыт Оренбургский научно-исследовательский институт охраны и рационального использования природных ресурсов
В 1978 году введён комплекс гелиевого завода, ставший главным поставщиком солнечного газа для нужд разных отраслей.
В 1979 году введён в эксплуатацию газопровод «Союз». Построен в 1975-79 годах совместно СССР, Болгарией, Венгрией, ГДР, Польшей, Чехословакией.
В 1979—1982 годах Куйбышевгидрострой вёл строительство Оренбургского завода комплектных распределительных устройств (ныне завод «Инвертор») по производству основных видов электрооборудования для атомных электростанций.
В 1979 году открыто Карачаганакское нефтегазоконденсатное месторождение. С середины 1980-х годов началось его промышленное освоение производственным объединением «Оренбурггазпром».
В 1981 году пущен в строй Оренбургский завод по ремонту технологического оборудования.
После распада СССР Оренбург испытал депопуляцию в 1990-х годах, но с начала XXI века произошла стабилизация и началось развитие города, связанное в первую очередь с деятельностью наиболее успешного в реалиях постсоциалистической экономики предприятия «Газпром добыча Оренбург».
Новые здания обрели Оренбургский университет, построены стадион «Газовик», ледовый дворец «Звёздный» и другие спортивные объекты, модернизирован мемориальный комплекс-музей «Салют, Победа!», создан парково-музейный этнокомплекс «Национальная деревня».
В 1998 году создано Оренбургское войсковое казачье общество.
В конце XX века «Газпромом» был построен один из первых в России за пределами столицы коттеджный посёлок Ростоши, ставший одной из визитных карточек Оренбурга.
В 2016 году одноимённый футбольный клуб попал в Высшую лигу России.

## Современный период

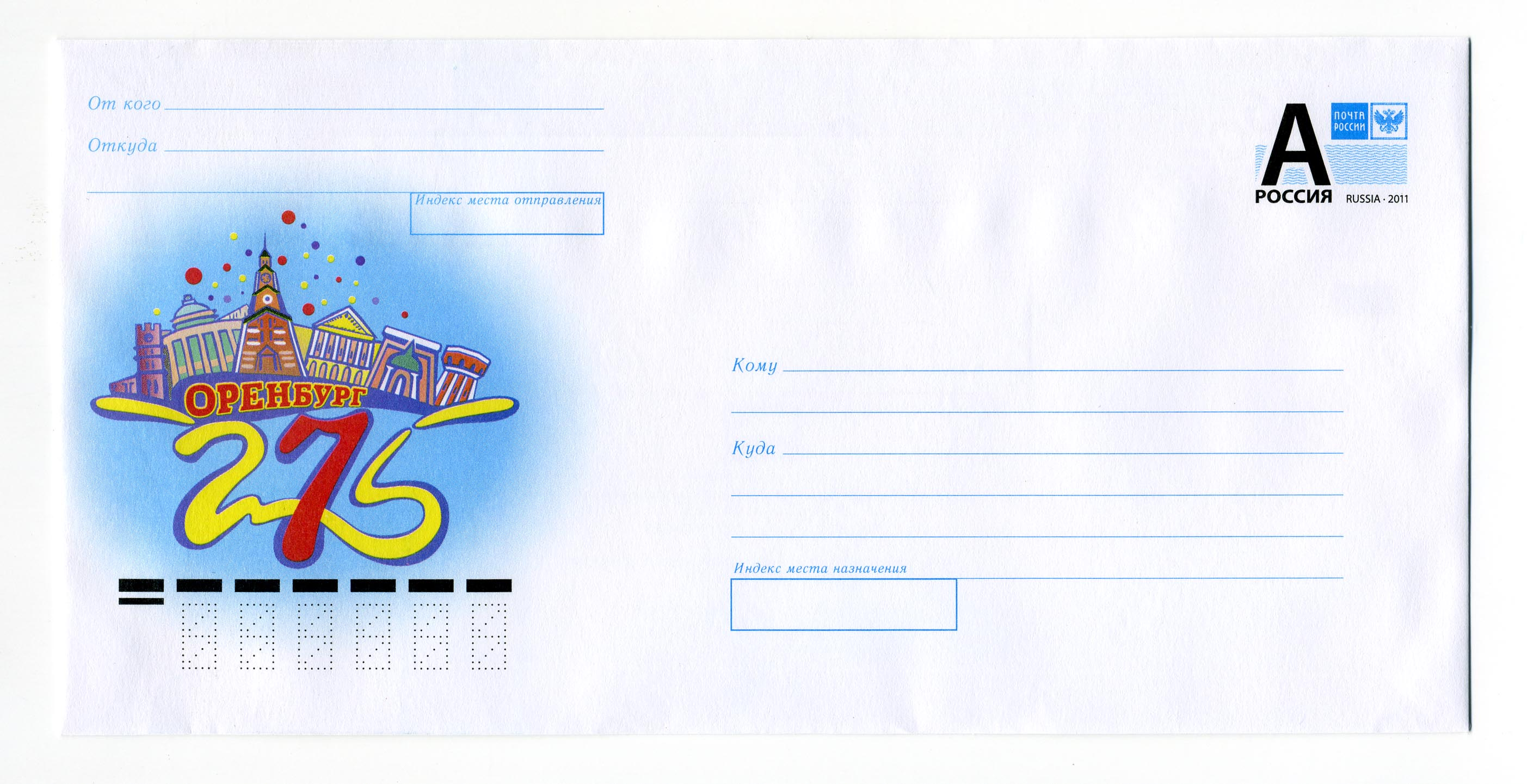
Почтовый конверт России, 2018

После распада СССР Оренбург испытал некоторую депопуляцию в 1990-х годах, но с начала XXI века произошла стабилизация и началось развитие города, связанное в первую очередь с деятельностью наиболее успешного в реалиях постсоциалистической экономики предприятия «Газпром добыча Оренбург».
Примечательные новые здания обрели Оренбургский университет, построены стадион «Газовик», ледовый дворец «Звёздный» и другие спортивные объекты, улучшен мемориальный комплекс-музей «Салют, Победа!» и парково-музейный этнокомплекс «Национальная деревня».
В 1998 году создано Оренбургское войсковое казачье общество.
В конце XX века «Газпромом» в экологически чистом районе был построен один из первых в России за пределами столицы коттеджный посёлок Ростоши, ставший одной из визитных карточек Оренбурга. В 2005—2006 годах в нём был возведён Храм Преподобного Сергия Радонежского.